# Ștefan Voitec
Ștefan Voitec (cu ortografierea, Ștefan Voitech și Stepan Voitek; — n. 19 iunie 1900, Corabia – d. 4 decembrie 1984, București) a fost politician socialist și comunist român, diplomat, editor, jurnalist, om de stat în aparatul de conducere al Republicii Socialiste România, membru titular (din 1980) al Academiei Române.

## Biografie politică
Ștefan Voitec s-a născut la 19 iunie 1900, în orașul Corabia.
A fost membru al Partidului Socialist Român (PSR) din 1918, secretar al acestuia între 1939 și 1944, apoi secretar general al PSDR (1944-1948). A fost membru în comitetul executiv al Partidului Social-Democrat Român. A fost ministrul Educației Naționale în perioada 4 noiembrie 1944 – 27 decembrie 1947 în guvernele Sănătescu, Rădescu, primul și al doilea guvern Petru Groza.
A fost unul din liderii PSDR care au acceptat unificarea cu PCR în anul 1948, contribuind astfel la crearea partidului unic - Partidul Muncitoresc Român, care a fost redenumit Partidul Comunist Român din 1965. După congresul de unificare al PSDR cu PCR (1948) a devenit membru al CC al PCR. A îndeplinit succesiv funcțiile de vicepreședinte al Consiliului de Miniștri (1948-1949, 1956-1961), ministru al Comerțului Interior (1955-1956) și al Industriei Bunurilor de Consum (1957-1959). A fost și vicepreședinte al Consiliului de Stat (1961-1965, 1974-1984), președinte al Marii Adunări Naționale (1961-1974). Ștefan Voitec a fost deputat în Marea Adunare Națională în toate sesiunile din perioada 1948 - 1984.
Ștefan Voitec a murit la 4 decembrie 1984. A fost înmormântat la Monumentul din Parcul Carol din București, apoi exhumat și incinerat. Urna cu cenușa sa se găsește la Crematoriul Cenușa.

## Distincții
- Ordinul „Steaua Republicii Populare Române” clasa I (1948)
- Ordinul Muncii clasa I (1948)
- Ordinul „Apãrarea Patriei” clasa a III-a (1949)
- Ordinul „23 August” clasa I (12 august 1959) „pentru îndelungată activitate în mișcarea muncitorească, pentru contribuția activă la răsturnarea dictaturii militaro-fasciste și instaurarea regimului democrat-popular, pentru merite deosebite în opera de construire a socialismului”[6]
- Medalia „40 de ani de la înființarea Partidului Comunist din Romînia” (6 mai 1961) „pentru activitate îndelungată în mișcarea muncitorească și merite în opera de construire a socialismului”[7]
- titlul de Erou al Muncii Socialiste din Republica Populară Romînă și medalia de aur „Secera și Ciocanul” (18 august 1964) „pentru activitate îndelungată în mișcarea muncitorească și merite deosebite în făurirea statului democrat-popular și construirea socialismului”[8]
- Medalia „A XX-a Aniversare a Eliberării Patriei” (18 august 1964) „pentru merite deosebite în opera de construire a socialismului, cu prilejul celei de a XX-a aniversări a eliberării patriei”[9]
- Medalia jubiliară „A XX-a Aniversare a Zilei Forțelor Armate ale Republicii Populare Romîne” (21 octombrie 1964) „pentru merite deosebite în făurirea și întărirea Forțelor Armate ale Republicii Populare Romîne, cu prilejul celei de a XX-a aniversări a Zilei Forțelor Armate”[10]
- Ordinul „Tudor Vladimirescu” clasa I (30 aprilie 1966) „cu prilejul celei de-a 45-a aniversări de la înființarea Partidului Comunist din România, pentru îndelungată activitate în mișcarea muncitorească și merite deosebite în opera de construire a socialismului”[11]
- Medalia „A XXV-a Aniversare a Eliberării Patriei” (4 august 1969) „pentru merite deosebite în lupta împotriva fascismului, în eliberarea țării, în războiul antihitlerist, în instaurarea puterii democrat-populare și construirea socialismului în Republica Socialistă România, cu prilejul celei de-a XXV-a aniversări a eliberării patriei”[12]
- Ordinul „Victoria Socialismului” (6 mai 1971) „pentru activitate îndelungată în mișcarea revoluționară, pentru contribuția deosebită la înfăptuirea politicii interne și externe a Partidului Comunist Român, la opera de construire a socialismului, cu prilejul celei de-a 50-a aniversări a Partidului Comunist Român”[13]
- Medalia „25 de ani de la proclamarea Republicii” (26 decembrie 1972) „pentru merite deosebite în opera de construire a socialismului, cu prilejul aniversării a 25 de ani de la proclamarea Republicii”[14]
- titlul de „Erou al Republicii Socialiste România” (19 august 1974) „pentru îndelungata și rodnica activitate desfășurată în mișcarea revoluționară, pentru contribuția deosebită adusă la întărirea partidului și a unității sale, la făurirea și dezvoltarea statului nostru socialist, precum și la înfăptuirea politicii partidului și statului de făurire a societății socialiste multilateral dezvoltate în patria noastră”[15][16]
- Medalia „A 35–a aniversare a eliberãrii patriei”
- Ordinul „Steaua Republicii Socialiste România” clasa I (1980)
- Medalia comemorativă „A 40-a aniversare a revoluției de eliberare socială și națională, antifascistă și antiimperialistă” (20 august 1984) „pentru contribuția deosebită adusă la înfăptuirea politicii Partidului Comunist Român de făurire a societății socialiste multilateral dezvoltate în patria noastră, cu prilejul celei de-a 40-a aniversări a revoluției de eliberare socială și națională, antifascistă și antiimperialistă”[17]

## Galerie imagini

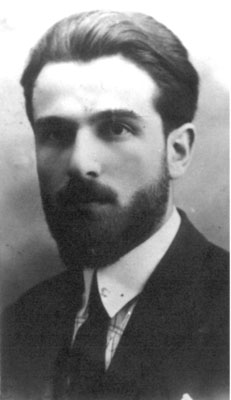
Portret fotografic din tinerețe.
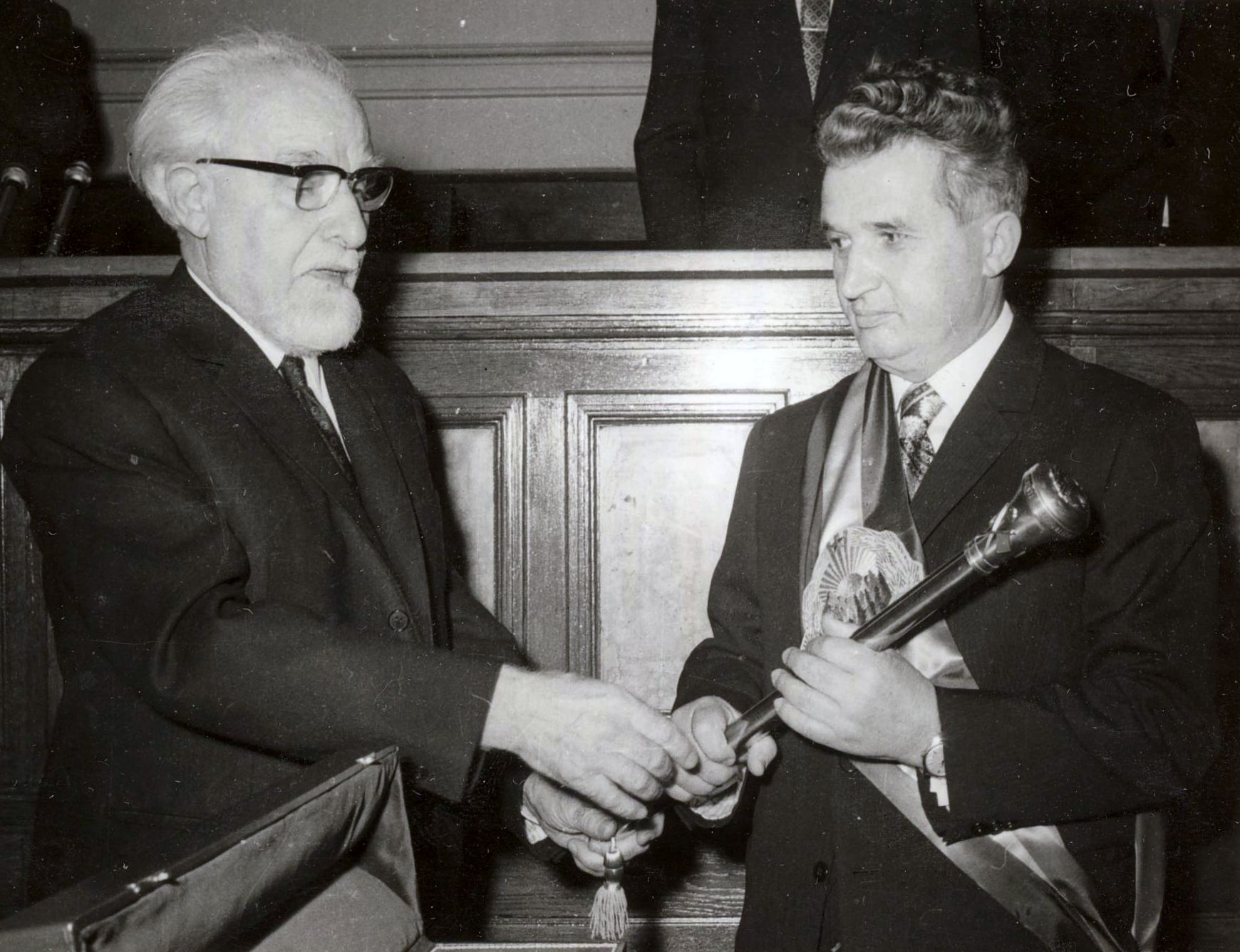
Ștefan Voitec înmânându-i lui Nicolae Ceaușescu sceptrul prezidențial (1974).